# Asociación Española de Orquestas Sinfónicas
La Asociación Española de Orquestas Sinfónicas (AEOS) es una asociación sin ánimo de lucro creada en 1993 y que agrupa a un total de 29 orquestas españolas, de las cuales 27 son orquestas sinfónicas profesionales y 2 son orquestas de jóvenes. En la actualidad, y desde el 4 de noviembre de 2009, está presidida por Pedro Navarro, gerente de la Orquesta Sinfónica de la Región de Murcia.

## Orquestas asociadas por Comunidad Autónoma

### Andalucía
- Orquesta Ciudad de Granada.
- Orquesta Filarmónica de Málaga.
- Orquesta de Córdoba.
- Real Orquesta Sinfónica de Sevilla.

### Asturias
- Oviedo Filarmonía.
- Orquesta Sinfónica del Principado de Asturias.

### Baleares
- Orquesta Sinfónica de Baleares "Ciudad de Palma".

### Canarias
- Orquesta Filarmónica de Gran Canaria.
- Orquesta Sinfónica de Tenerife.

### Castilla y León
- Orquesta Sinfónica de Castilla y León.

### Cataluña
- Joven Orquesta de Cataluña.
- Orquesta de Cadaqués.
- Orquesta Sinfónica de Barcelona de Cataluña.
- Orquesta Sinfónica del Gran Teatro del Liceo.
- Orquesta Sinfónica del Vallés.

### Extemadura
- Orquesta de Extremadura.

### Galicia
- Orquesta Sinfónica de Galicia.
- Real Filharmonía de Galicia.

### Madrid
- Joven Orquesta Nacional de España.
- Orquesta y Coro de la Comunidad de Madrid.
- Orquesta y Coro Nacionales de España.
- Orquesta Sinfónica y Coro de RTVE.
- Orquesta Sinfónica de Madrid.

### Murcia
- Orquesta Sinfónica de la Región de Murcia.

### Navarra
- Orquesta Sinfónica de Navarra.

### País Vasco
- Orquesta Sinfónica de Bilbao.
- Orquesta Sinfónica de Euskadi.

### Valencia
- Orquesta de Valencia.
- Orquesta de la Comunidad Valenciana.